# Symfonie nr. 9 (Sjostakovitsj)
Dmitri Sjostakovitsj voltooide zijn Symfonie nr. 9 in Es majeur opus 70 in 1945.

## Geschiedenis
Sjostakovitsj heeft eigenlijk vier zogenaamde oorlogssymfonieën gecomponeerd; zijn zevende, achtste, negende en zijn Symfonie nr. 10. De zevende ging over het beleg van Leningrad, de achtste over de verschrikkingen van (alle) oorlogen, de tiende over zijn “privé-oorlog” met Jozef Stalin, zijn negende zou gaan over de overwinning. Dat laatste was althans wat de componist liet doorschemeren en wat Stalin en anderen van de componist verwachtte. De componist zou met deze symfonie de overwinning van het Rode Leger over de Duitse troepen eren met een muziekstuk voor solisten, koor en orkest. Hij kwam daarbij drie problemen tegen. Het eerste (in willekeurige volgorde) was, had hij wel voldoende stof en tekst om een symfonie in die samenstelling op papier te krijgen? Het tweede was, was hij al zo’n groot componist dat hij de negende symfonie der negende symfonieën (die van Ludwig van Beethoven) naar de kroon kon steken, evenaren dan wel overtreffen? Ten derde, bij een symfonie voor de viering van de overwinning, zou hij tevens een van zijn grootste vijanden eren: Stalin zelf.
Eerste aanzet voor de symfonie kwam in 1943. Vervolgens zette hij de eerste versie in januari 1945 op papier; hij was er in april niet tevreden over en maakte tussen 26 juli 1945 en 30 augustus 1945 de definitieve versie. De eerste aanzet is terug te vinden in het Symfonisch fragment.
De oplossing van het dilemma was te horen op een voorspeeldag, de Componistenbond wilde graag weten wat er geschreven werd, waarbij alleen de pianoversie te horen was. De componist speelde het werk samen met Svjatoslav Richter op 4 september 1945 achter de piano’s in de Moskouse Philharmonie. Men, ook zijn vaste begeleider Rabonivitsj, ging er eens goed voor zitten. Wat kwam, was wat niemand had verwacht. Een vrolijk klinkende symfonie, doch deze was niet uitbundig, maar ingetogen. Muziekkenners waren niet teleurgesteld maar verrast; Sovjet-Unieleiders, die op een grotere symfonie hadden gerekend waren zeer teleurgesteld en wellicht niet zo verrast, ze moesten deze componist toch al niet. Op 3 november 1945 was dan de orkestpremière, niet in Moskou, maar in Sint-Petersburg (toen nog Leningrad) door het Sint-Petersburg Philharmonisch Orkest onder leiding van Jevgeni Mravinski. Ander werk die avond: de vijfde van Pjotr Iljitsj Tsjaikovski. Moskou volgde op 20 november, dezelfde dirigent met het Academisch Symfonieorkest van de Russische Federatie. Sjostakovitsj zelf: dit is muziek die musici graag willen spelen en recensenten graag de grond in willen boren. Dat viel uiteindelijk wel mee; het werk werd zelfs voorgedragen voor de Stalinprijs, maar haalde niet de eerste plek; in 1948 werd het echter in de ban gedaan. Pas in 1955 werd het pas weer vrijgegeven en uitgevoerd. In vergelijking tot andere symfonieën kan het wel gezien worden als sinfonietta.

## Muziek
De basis voor de symfonie werd gelegd tijdens het componeren van zijn tweede strijkkwartet in Ivanovo, een dorp waar Sovjetcoryfeeën werden ondergebracht om ze uit de buurt van de Duitsers te houden. De muziek is weliswaar vrolijk van karakter, maar niet zo vrolijk als men zou denken bij een overwinningssymfonie.

### Delen
1. Allegro (bij benadering 5 minuten)
2. Moderato (8)
3. Presto (2,5)
4. Largo (4)
5. Allegretto (6,5)

De symfonie begint alleszins opgetogen, met een dwarsfluit/piccolo die een Rossiniachtig werk in werking zet. Sjostakovitsj is een erkend orkestrator, maar laat hier de solist bijna in zijn/haar eentje vrolijk zijn. Het deel wordt in gang gehouden door de trombonist, die iedere keer met een kwart oproept tot juichen; er wordt niet gejuicht. Het is de sonatevorm. De muziek is gejaagd en er smeult iets; een fragment uit zijn achtste lijkt zich in de symfonie te wringen. Deel 2 staat lijnrecht tegenover deel 1 en doet de sombere ondertoon uit de deel 1 uitkomen. De klarinet begint met een langzame klaagzang, de klarinet klinkt eenzaam. Deel 3 is een snel tussendeel, een scherzo, en kan gezien worden als tussenstuk om even de spanning te laten gaan. Echter ook hier is de snelle muziek niet vrolijk, maar gespannen. De belangrijkste solist van dit deel, de trompettist speelt een vrolijk aandoende melodie, maar echt feestelijk wil het niet worden. Deel 3 gaat zonder pauze over in deel 4. Een koraal van koperblazers (een star fortissimo) luidt een dynamische fagotsolo met begeleidende strijkinstrumenten in, die hoe droevig ook een enorme leegheid achterlaat. Het koraal en fagotsolo wordt herhaald. Het geheel klinkt als een Last Post, maar dan op fagot. Deel 4 gaat zonder onderbreking over in deel 5, waarin Sjostakovitsj zijn liefde voor de populaire muziek eens wil laten horen. Eindelijk lijkt het feest los te branden, maar ook hier geeft de componist zijn ongenoegen weer; de melodie is schraal. Hij kon veel betere lichte muziek componeren, zie daarvoor zijn Suite voor Variété orkest). De muziek laat een holle en zinloze overwinning horen; de componist kreeg niet veel later gelijk. De Duitsers waren nog niet verslagen of de Stalin-terreur begon (weer) met krijgsgevangenen die in de goelags werden opgesloten en schijnprocessen. De componist zelf kreeg er ook weer mee te maken, in 1948 bereikte dat een voorlopig hoogtepunt (dieptepunt) met het uitspreken van een ban over zijn muziek en dat van diverse kameraden waaronder Sergej Prokofjev en Aram Chatsjatoerjan.

### Orkestratie
De negende valt qua orkestratie op. De symfonieën 7 tot en met 13 zijn geschreven voor grote symfonieorkesten; deze heeft een veel kleinere bezetting:
- piccolo, 2 dwarsfluiten, 2 hobo’s, 2 klarinetten, 2 fagotten,
- 4 hoorns, 2 trompetten, 3 trombones, tuba,
- pauken, grote trom, kleine trom, bekken, triangel, tamboerijn;
- 16-20 eerste violen, 14-18 tweede violen, 12-16 altviolen, 12-16 celli, 10-14 contrabassen.

Pas bij zijn dertiende symfonie schreef Sjostakovitsj voor een bezetting met solisten, koor en orkest; een symfonie over onderdrukkingsterreur en Babi Jar.

## Discografie
Er zijn talloze uitvoeringen van dit werk beschikbaar. Sommige uitgaven bevatten ook de originele versie.
Nr. 1 in f mineur · Nr. 2 in B majeur, "Oktober" · Nr. 3 in Es majeur, "De eerste mei" · Nr. 4 in c mineur · Nr. 5 in d mineur · Nr. 6 in b mineur · Nr. 7 in C majeur, "Leningrad" · Nr. 8 in c mineur · Nr. 9 in Es majeur · Nr. 10 in e mineur · Nr. 11 in g mineur, "Het jaar 1905" · Nr. 12 in d mineur, "Het jaar 1917" · Nr. 13 in bes mineur, "Babi Yar" · Nr. 14 · Nr. 15 in A majeur